# 斯蒂芬·怀亚特
斯蒂芬·怀亚特（英語：Stephen Wyatt，1950年3月26日—），澳大利亚男子举重运动员。他曾代表澳大利亚参加1974年和1978年英联邦运动会举重比赛，获得一枚银牌和一枚铜牌。